# Bernhard Worms

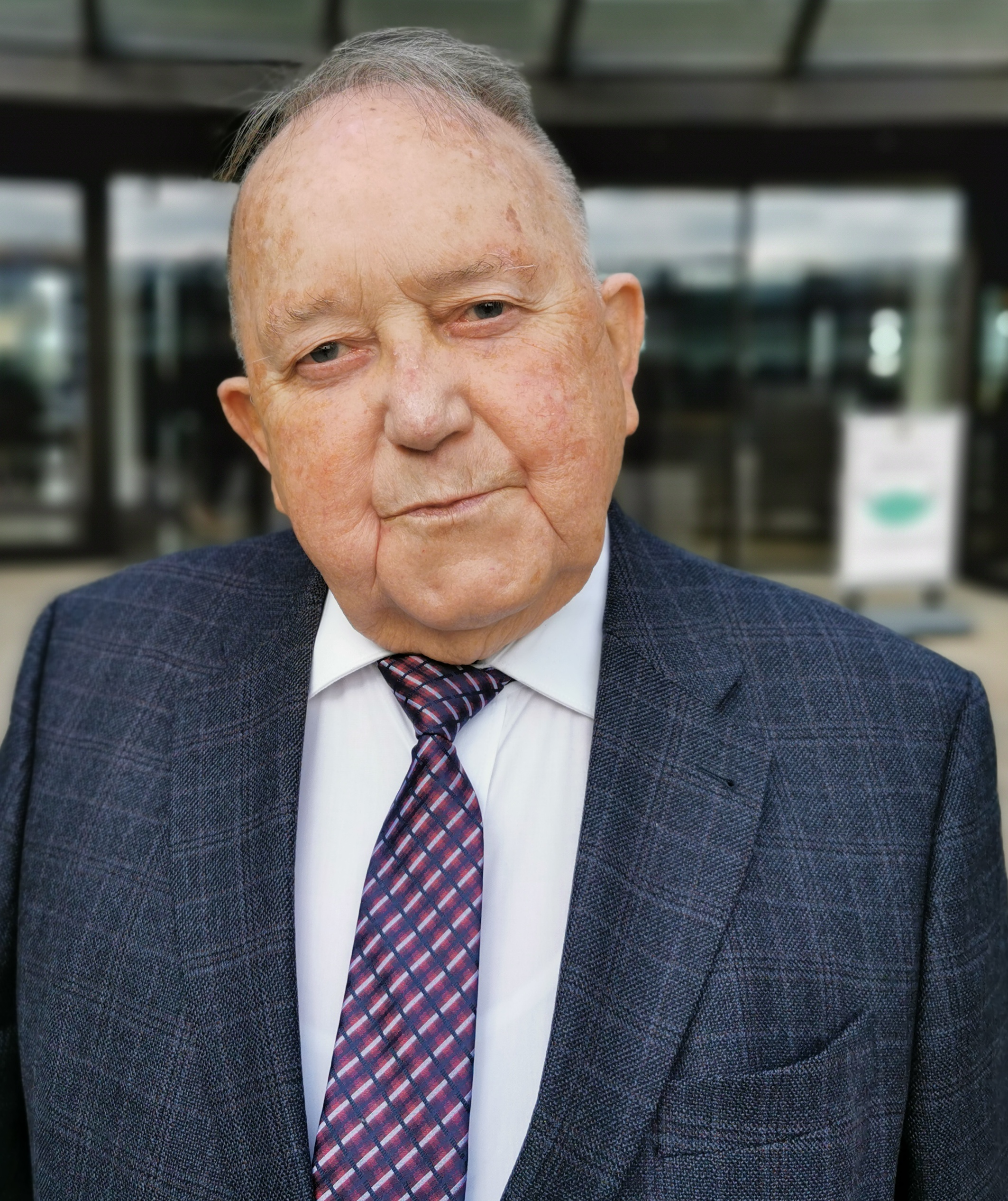
Bernhard Worms (2021)

Bernhard Worms (* 14. März 1930 in Stommeln, Landkreis Köln; † 21. Dezember 2024 in Pulheim) war ein deutscher Politiker der CDU. Er war von 1970 bis 1990 Mitglied des Landtages Nordrhein-Westfalen und dort 1983–1990 Vorsitzender der CDU-Fraktion. Von 1991 bis 1995 war Worms beamteter Staatssekretär im Bundesministerium für Arbeit und Sozialordnung.

## Ausbildung und Beruf
Nach seinem Abitur und einer Lehre als Eisenhüttenkaufmann studierte Bernhard Worms Betriebswirtschaftslehre an der Universität zu Köln. 1957 beendete er sein Studium mit dem Examen zum Diplom-Kaufmann. Seine Promotion zum Dr. rer. pol. erfolgte mit einer 1959 an der Universität Graz eingereichten Arbeit: Die schleichende Inflation. Das Problem der säkularen Geldentwertung.
1960 trat er in die Beamtenlaufbahn bei der Deutschen Bundespost ein. 1969 wurde er Oberpostrat im Bundesministerium für das Post- und Fernmeldewesen. Von 1978 bis 1982 war er Abteilungspräsident bei der Oberpostdirektion Düsseldorf.
Worms war Ehrenvorsitzender der Karl-Arnold-Stiftung. Er war zeitweise Vorstandsmitglied der Konrad-Adenauer-Stiftung und Mitglied im Kuratorium des Opus-Dei-Wohnheims Campus Müngersdorf sowie in der Heinz-Kühn-Stiftung.

## Familie
Er war seit 23. September 1963 mit Hildegard Worms verheiratet und Vater von drei Kindern. Hildegard Worms war nach ihrem Examen an der Deutschen Sporthochschule 20 Jahre lang als Lehrerin tätig. Bernhard Worms erreichte ein Alter von 94 Jahren und wurde am 30. Dezember 2024 auf dem Parkfriedhof in Pulheim beigesetzt.

## Partei

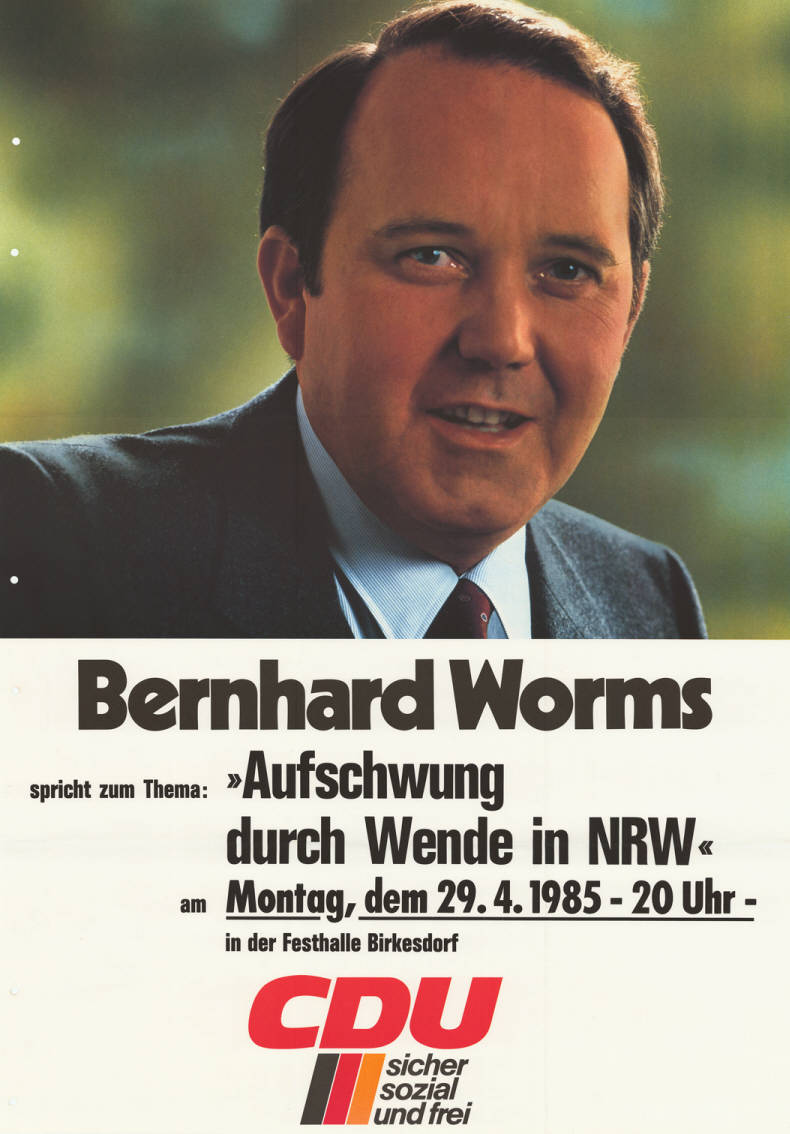
Kandidatenplakat zur Landtagswahl in Nordrhein-Westfalen 1985

Worms trat 1949 in die CDU ein. Im Alter von 22 Jahren, im Jahre 1952, wurde er in den Vorstand des Gemeindeverbandes Sinnersdorf der CDU gewählt. 1956 wurde er Vorsitzender des Amtsverbandes Pulheim der CDU. CDU-Vorsitzender des Kreisverbandes Köln-Land war Worms von 1965 bis zu dessen Auflösung im Jahre 1975. Anschließend war er von 1975 bis 1981 Vorsitzender der CDU des Erftkreises. In den Jahren 1980 bis 1985 führte er die CDU Rheinland als Landesvorsitzender. Er war Mitbegründer des Kardinal-Höffner-Kreises, eines Zusammenschlusses von katholischen CDU/CSU-Politikern. Von 2001 bis 2013 war er Präsident der Europäischen Senioren Union und Ehrenvorsitzender der Senioren-Union. Worms war im Vorstand der Europäischen Volkspartei und der CDU.

## Politische Ämter und Mandate
Als Mitglied der CDU wurde er 1952 Mitglied der Amtsvertretung Pulheim. Des Weiteren wurde Worms Mitglied des Pulheimer Gemeinderates und des Kreistags des Landkreises Köln. 1965 wurde er Regierungsrat in der Staatskanzlei Nordrhein-Westfalen und bis 1966 war er Persönlicher Referent des Ministerpräsidenten Franz Meyers. Von 1970 bis 1990 war er Mitglied des Landtages von Nordrhein-Westfalen. Des Weiteren war Worms von 1975 bis 1983 erster ehrenamtlicher Landrat des Rhein-Erft-Kreises. Von 1983 bis 1990 war er Fraktionsvorsitzender der CDU-Fraktion im Landtag von Nordrhein-Westfalen. 1985 unterlag er als Spitzenkandidat um das Amt des Ministerpräsidenten von Nordrhein-Westfalen gegen Johannes Rau. 1990 wurde Worms in den Deutschen Bundestag gewählt. Er schied aber nach wenigen Wochen aus diesem Amt aus, da Norbert Blüm ihn 1991 zum beamteten Staatssekretär im Bundesministerium für Arbeit und Sozialordnung ernannte. Dieses Amt übte er bis 1995 aus.

## Freizeit
Worms war Mitglied in bis zu 34 Vereinen. Ab 1981 war er lange Jahre Mitglied des Verwaltungsrates des 1. FC Köln und ab 1991 Vize-Präsident des 1. FC Köln. Er wurde 1987 Mitglied im Lions-Club. Zu seinen Hobbys zählten Wandern, Joggen und Gartenarbeit.

## Ehrungen
- Ritter des christlichen Lazarus-Ordens (1973)
- Verdienstkreuz am Bande (1974)
- Verdienstkreuz 1. Klasse (1981)
- Erster Ehrenbürger seiner Heimatstadt Pulheim (1986)
- Großes Verdienstkreuz (1985) mit Stern (1989) und Schulterband (1995)
- Komtur des Ordens vom Heiligen Papst Silvester (1995)[6]
- Verdienstorden des Landes Nordrhein-Westfalen (2007)
- Ritterkreuz für Verdienste mit Stern des Lazarus-Ordens (2014)
- Ehrengeist der KG Böse Geister, Münster
- Ehrenmitglied der Maigesellschaft Holdes Grün Etzweiler 1907 e. V.
- Ehrenvorsitzender der CDU Rhein-Erft
- Ehrenmitglied der katholischen Studentenverbindung Unitas-Breslau zu Köln im KV